# シャナキー・レコード
シャナキー・レコード（Shanachie Records）は、1975年にリチャード・ネヴィンズとダン・コリンズによって設立されたレコード・レーベル。世界の広範囲における分野を手がけるインデペンデント・レーベル（インディーズ・レーベル）であり、スムーズジャズ（コンテンポラリー・ジャズ）やブルース、ワールドミュージック等を主に扱っている。
初期はケルト音楽のレーベルとして設立された。
国内盤はグリーン・エナジーより発売されている。
シャナキー（シャナヒー）とはゲール語で「語り手」の意味を持つ。

## 沿革
- 1975年 リチャード・ネヴィンズとダン・コリンズによって設立。
- 1989年 ニック・パールからヤズー・レコードを買収。

## 主なアーティスト
- アンダース・オズボーン
- イエローマン
- インコグニート
- ウォルター・ビーズリー
- エヴァレット・ハープ
- エリック・ダリウス
- カルチャー
- キム・ウォーターズ
- キエリ・ミヌッチ
- グルーヴ・コレクティヴ
- クレイグ・チャキーコ
- グレゴリー・アイザックス
- グレン・ジョーンズ
- ケイコ・マツイ (松居慶子)（US盤配給）
- ケン・ナヴァロ
- ジェフ・カシワ
- シャンテ・ムーア
- ジョージ・クリントン
- スー・フォーリー
- スウィング・アウト・シスター
- ストリートワイズ
- キエリ・ミヌッチ&スペシャルEFX
- ダウン・トゥ・ザ・ボーン
- チャック・ローブ
- TAKE 6
- デヴィッド・リンドレー
- ドリアㇰトゥ
- ナジー
- ネルソン・ランジェル
- バーシア
- フィル・ペリー
- ブライアン・シンプソン
- ブラン・ニュー・ヘヴィーズ
- パティ・オースティン
- パメラ・ウィリアムズ
- ポール・ブラウン
- マイケル・フランクス
- メイザ・リーク（メイザ）
- ラス・ケチャップ
- リバース・ブラス・バンド
- レディスミス・ブラック・マンバーゾ
- ユージ・グルーヴ